# تراث شعبي شركسي
يعود التراث الشعبي الشركسي الغني جداً بأصوله إلى صور قديمة وعميقة. ويتألف بصوره الرئيسية من:
- الأناشيد.
- الحكايات والقصص
- الأمثال
- الألغاز والمجازات
- القصائد الشعبية
- اللغة الدارجة

## الأغاني
يمكن تقسيم الأغاني الشركسية إلى بطولية وتاريخية وطقوسية وغرامية غنائية وجنائزية وأغاني للحراثة والحصاد والزواج والرقص. وتؤدى كلها في الاحتفالات العائلية والعامة بمرافقة الآلات الوترية والأوكورديون وآلات موسيقية أخرى.
النارتيون، وهم الأبطال الخرافيون للقصيدة الوطنية القديمة، مشتركون في أغاني جميع منطقة شمال القفقاس. وأول ما ظهرت أساطير النارت في اللغة القبردينية الأديغية بشكل مكتوب في الأربعينيات من القرن التاسع عشر على يد المؤلف شورانوغموقه. وفي نفس الوقت تقريباً نشر كاتب علم الأجناس البشرية سلطان خان غويري أساطير شركسية وخرافات من أغاني النارتيين. وهناك شخص آخر من الجامعيين الأكثر أهمية للقصص النارتية هو قاضي اثازوخين. كما عمل (ب. تامبي) P.Tambi /1825-1891/ أيضاً على جمع ودراسة قصص النارتيين بالتعاون مع (ل. ليوباتينسكي)
وبعد ذلك بقليل اشغل (ت. كاجيحيف) نفسه بأبحاث مشابهة.
وكان من الذين اشتغلوا في العهد السوفياتي بجمع وتصنيف قصص النارت كل من:
كوبا شعبان - إبراهيم تسي - د.ا.اشخاماف - تيمبوت كراتشيف - بكميرزا باشا - شوجن تسوك -
ر. ميركيكي - بشينوكو.
كما تحوي أغاني النارت على قصص حول سوسروقه - بادي نوقوه - اشاميزا باتاريز - ثبش - أوزروس - وعذراء ميليتشبخ - شادى - فتاة دخه ناغو.
وأغاني النارت انعكاس للطابع القومي ليس للشركس فقط بل لجميع سكان شمال القفقاس.
وقد كتب العالم الألماني «ف. بودين ستدت» ما يلي عن الشركس: «بالنسبة للشركس، فإن الشعر في الوقت نفسه مستودع كل الحكمة الشعبية وحافز للأعمال النبيلة والفيصل أو الحكم الأعظم على الأرض. والشعر الشركسي مليئ بالرغبة لعمل الخير ويمنعهم من اقتراف الأعمال الدنيئة وهنا يلعب نفس الدور الذي كان يلعبه في حياة اليونان القديمة والعرب وأجدادنا وعموماً جميع الشعوب التي ترغب في التطور».

### قصص ومواضيع أغاني النارت
وتدور أغاني النارت حول مواضيع وصراعات ملموسة وهامة وحيوية، مثل الحب العميق الذي يكتبه المرء لأرض وطنه. واجتهاد أبطال الأغنية وشجاعتهم في حرب الاشرار. ومساعدتهم للضعفاء ودفاعهم عن المظلوم وقوة احتمالهم أثناء الحملات وسرعة بديهيتهم في الأزمات وحزمهم الخلقي وشجاعتهم في المعركة - فالنارت هم الحماة الشجعان لأرض الوطن. وما على العدو إلا أن يقترب من بلاد النارت ليراهم جميعاً يسرعون في ميدان القتال شيباً وشباباً.
كما أن من المعروف أن أسلاف الشركس، وأسلاف جميع القفقاسيين عموماً، تعلموا من قرون عديدة صهر الحديد الخام، وهذا يظهر بصورة واضحة في قصة البطل ساوسروقه حيث تبذل محاولة لنظم واستخراج الحديد وتصنيعه شعراً.

وهناك بطل آخر ذو أهمية مماثلة في الأغنية وهو (بادينيقو)، وهو أحد حماة الوطن، وقد ربته أمه المحاربة الشجاعة على كراهية الشنتس وهم المخربون المتوحشون لأرض النارت والذين أبادوا كل شيء.
وفي القصص عن النارتي (باتاريز) سيكتشف القارئ فوراً الأسطورة ليس ككل فحسب، بل حتى في تفاصيلها المختلفة؛ وتدور حول بروميثيوس المقيد في الأساطير اليونانية القديمة.
وبما أن الكتاب اليونانين يشيرون إلى القفقاس على أنه المكان الذي قيد فيه بروميثيوس إلى صخرة، فإنه يبدو من المرجح أن أصل هذه الأسطورة ظهر بين القبائل القفقاسية.
وتتبوأ قصة تلبش مكاناً عالياً في أغاني النارت، وهو راعٍ احترف الحدادة وصانع أولى أدوات الحدادين وهي المطرقة والسندان والملقط والمنجل.
وليس أبطال النارت محاربين شجعان ومزارعين مهره فقط، بل انهم راقصون ومغنون وموسيقيون حاذقون. وفي اجتماعات النارت تنظم دائماً المسابقات في الركوب الدقيق ورمي الحجارة والسهام والمصارعة. بل أن أمهر المغنين والموسيقيين كانوا يكافئون بكأس ذهبية.

### المرأة في قصص النارت
وللمرأة مكانة رفيعة في أغاني النارت؛ فهي الأم الشفوقة المحبة، ومعلمة الأبطال المستعدين للقيام بالأعمال المجيدة من أجل بلدهم وهي الصديق الحكيم المخلص لزوجها، والتي كثيراً ما تقدر على مساعدته في معرفة أسرار الطبيعة وحيل الأعداء الماكرة وكيفية التغلب عليها. ويذهب النارت للالتماس النصيحة من الأم ستناي التي تجد دائماً مخرجاً من أعقد المآزق.
ومن القصص الممتعة أسطورة ميليشيبخ الحكيمة الواسعة الحيلة والذكية. وقصة ميليشبخ أنشودة تتغنى بحكمة ووفاء امرأة وقوة حبها العظيم المخلص الذي يصمد أمام كل التجارب.
وتحتل دخه ناغوا مكانة خاصة بين أغاني النساء، وهي التشخيص الشعري للسعادة الإنسانية.

### أشهر القصص
ويمكن تتبع قصص فردية في الأناشيد التاريخية من تاريخ القفقاس والكفاح أثناء عصور فتح القفقاس. وتشمل الأغاني التاريخية كوخفاس وعيد أميرفان، حيث تنشد الأشعار لمدائح البطولة التي يظهرها هذان المحاربان في سبيل حرية الوطن.
وقصة محمد بن حاتقو وهو أحد لأبطال الشابسوغ، الذي حرر شعبه من أعداء وطنهم.
وقصيدة عن ابن فيكوتف ومدائح الحروب الأهلية بين أمراء الشركس والفلاحين.
وقصيدة عن أسرة قاضي تمجد البطلة الشهيرة التي شاركت في الحرب ضد غزو شركيسيا.
وأنشودة عن هجوم معاد مفاجئ على القبرداي في القرن التاسع عشر.
وتعكس الأغاني والاناشيد الطقوسية بقايا العقائد الشركسية التي وجدت قبل المسيحية والإسلام. ومن الأمثلة التي يمكن إيرادها، الأنشودتين عن (الرعد - شيبله ورد) أو (يا صاحب السمو - زيوشان). وتذكر القصيدة الأولى في الماضي البعيد بالصواعق وعبادتها - من خلال رقصة مستديرة تدعى (وج) كانت تتضمن الكثير من المراسم التي كان الراقصون يدورون خلالها حول المكان الذي ضربته الصاعقة.
أما القصيدة الثانية فترتبط بعبارة الجدري والطقوس الاسترضائية التي كان الشعب يمارسها لوقاية نفسه من الجدري.
كما تنشد الأناشيد الغنائية الغرامية من قبل الفتيات والنساء داخل نطاق الأسرة الضيق وتشمل: (الأغنية التي جعلت الأميرة تبكي) (وأنشودة الفتاة آداييف) (والفتاة سيراس).
أما الأناشيد الجنائزية فتنشد عند مناسبات الكوارث العائلية أو القومية، ومنها الأنشودة الجنائزية المشهورة التي تناولت الطرد القسري للشراكس إلى الدولة العثمانية، وتندب القصيدة حظ الشركس الذين هلكوا بأعداد كبيرة في البحر الأسود أثناء عملية الترحيل.

## القصص والحكايات
يمكن تقسيمها وفق المجموعات التالية:
1. حكايات عن الحيوانات.
2. حكايات خرافية.
3. حكايات تهدف إلى مغزى.
4. حكايات يجري فيها سؤال أحاجي وألغاز والإجابة عنها.

ولا تزال الحكايات عن الحيوانات تحمل أثار العصر البدائي، عندما كان الإنسان يعتقد أن الحيوانات مثلها مثل الإنسان تفكر وتناقش وتتكلم وتحيا نفس الحياة كالإنسان. ولعل قصة الأرنب والثعلب والذئب مثالاً مناسباً عن حكايات الشركس عن الحيوانات. وقد كتب مكسيم غوركي أنها «من القصص الممتعة جداً القصة عن الارنب والثعلب والذئب».
وتزداد قيمة القصص باللهجة الأديغية لأن السر ينهزم فيها دائماً، وهذا دليل على سلامة تفكير الناس.
والقصة القديمة للصراع بين الخير والشر توفر الأساس للحكايات الشركسية، وتبدو بكل وضوح في الحكايات التي تشير إلى مغزى!
وللشركس قصص كثيرة جداً ذات مغزى، وأهمها:
- شيشان بن شيشان
- تاريخ قانوق وشوجن
- حاتوقوا وابنه جانفليس
- ترام الصغير
- ابن الخان العجوز والتسنين
- الكلمات الثلاثة
- قصة عن عكيش
- أولاد الأغنياء
- تلكسفوشيف
- المرأة الشريرة
- حماقة الفارس
- الصياد وعفريت الغابة
- المارد والحداد
- القنفذ والدب

وغيرها.

## الأمثال
تكوّن الأمثال فرعاً خاصاً من الابتكار الشعبي الشركسي؛ فالأمثال تصف أحياناً بصورة معبرة جداً عن موقف الناس وأخلاقهم وعاداتهم وشخصياتهم.
وتتميز الأمثال بطابعها الشعري؛ وفي معظم الحالات تكون مقفاة. أما الفكرة في الأمثال فيُعبر عنها مباشرة ودون تورية أو مجاز.
ومن بعض الأمثلة الشركسية:
- فكر ثم تكلم.
- أنظر حولك ثم اجلس.
- إن من يعمل لا يبقى دون الحصول على حصته من الأجر.
- تنشأ الأفاعي في المهمة التي لم تبدأ بعد.
- الجوع يرغم الأفعى على ترك جحرها.
- إن حصدت في الوقت الملائم تحصل على القش وإن تأخرت فلن تحصل إلا على أعشاب طويلة ضارة.
- إن تابعت هدفك دون كلل فسوف تنجز خطتك.
- البطل هو أول من يتحمل الأعباء.
- إن من لا يفكر بالشرف صديق ورفيق سفر لا جدوى منه.
- لا تضرب رجلاً مقيداً.

## الأحاجي والألغاز
والأحاجي أو الألغاز هي الأكثر جاذبية والأغنى من ناحية اللغة. ولا تزال تحمل آثار العصر الأسطوري. وفي بعضها تقارن قوى الطبيعة وخواطرها بكائنات غير حية، وفي البعض الآخر بالحيوانات، وفي نوع ثالث تعطى النجوم والظواهر الطبيعية الأخرى شخصية البشر وصورتهم، مثلاً:
- في السموات توجد نماذج ذهبية = (نجوم).
- البحر مغطى بسجادة = (الجليد).
- ترقد عصا ذهبية فوق سقفنا = (أشعة الشمس).